# Un pic însărcinată
Un pic însărcinată (titlu original: Knocked Up) este un film american de comedie romantică din 2007 regizat de Judd Apatow. Rolurile principale au fost interpretate de actorii Seth Rogen, Katherine Heigl, Paul Rudd și Leslie Mann. Prezintă urmările unei aventuri de o noapte în stare de ebrietate între un leneș și o personalitate media recent promovată, care are ca rezultat o sarcină neintenționată.

## Prezentare
Reporterița ambițioasă din Los Angeles, Alison Scott, tocmai a primit un rol în direct pe canalul E! și locuiește în casa de oaspeți cu familia surorii ei, Debbie. Ben Stone este un leneș canadian imatur și înțelept, care trăiește din fondurile de compensare a vătămărilor și lucrează rar pe un site web de celebrități porno cu colegii săi de cameră. În timp ce își sărbătorește promovarea, Alison îl întâlnește pe Ben la un club de noapte local. După o noapte de băut intens, ajung să facă sex fără protecție din cauza unei neînțelegeri. În dimineața următoare, își dau seama la micul dejun că nu au nimic în comun și merg pe drumuri separate.
Opt săptămâni mai târziu, Alison are grețuri matinale în timpul unui interviu cu James Franco și își dă seama că ar putea fi însărcinată. După ce a făcut mai multe teste de sarcină, este șocată să afle că este însărcinată. Ea îl contactează pe Ben pentru prima dată de la aventura lor de o noapte. Deși reticent la început, Ben spune că va fi acolo pentru a o susține pe Alison. Chiar dacă el nu este sigur că este părinte, tatăl său este nespus de bucuros. Mama lui Alison încearcă să-și convingă fiica să avorteze, dar Alison decide să păstreze copilul. Mai târziu, Alison și Ben decid să dea o șansă relației. Alison crede că este prea devreme să se gândească la căsătorie, pentru că este mai preocupată să ascundă sarcina de șefii ei, crezând că o vor concedia dacă vor afla. După un început pozitiv, temperamentele lor se inflamează.

## Distribuție
- Seth Rogen - Ben Stone
- Katherine Heigl - Alison Scott
- Paul Rudd - Pete
- Leslie Mann - Debbie
- Jason Segel - Jason
- Jay Baruchel - Jay
- Jonah Hill - Jonah
- Martin Starr - Martin
- Charlyne Yi - Jodi
- Iris Apatow - Charlotte
- Maude Apatow - Sadie
- Harold Ramis - Harris Stone
- Joanna Kerns - Mrs. Scott
- Alan Tudyk - Jack
- Kristen Wiig - Jill
- Bill Hader - Brent
- Ken Jeong - Dr. Kuni
- J. P. Manoux - Dr. Angelo
- Tim Bagley - Dr. Pellagrino
- B. J. Novak - Doctor
- Mo Collins - Doctor
- Loudon Wainwright - Dr. Howard
- Adam Scott - Samuel the Nurse
- Craig Robinson - Club Doorman
- Tami Sagher - Wardrobe Lady
- Stormy Daniels - Lap Dancer
- Nick Thune - Alison's Friend